# Manifestación: Somos República
La manifestación «Somos República» fue una manifestación separatista que tuvo lugar el 11 de noviembre de 2017, en la calle Marina de Barcelona, para reclamar la liberación de los detenidos por haber apoyado la proclamación ilegal de la República Catalana. El lema de la manifestación fue "Somos República", aunque también fue llamada por sus organizadores "Manifestación por la Libertad".

## Convocatoria
La manifestación fue organizada y promovida por las organizaciones separatistas Òmnium Cultural y la Asamblea Nacional Catalana (ANC). El objetivo de la misma era pedir la liberación de Oriol Junqueras, de los 7 ex-consejeros de la Generalidad de Cataluña y de los 2 ex-presidentes de las organizaciones separatistas Jordi Cuixart y Jordi Sànchez, que fueron encarcelados por orden de la Audiencia Nacional. El lema de la marcha fue "Libertad presos. Somos República". Marcel Mauri, en una rueda de prensa, explicó: ‘Nos gustaría no haber tenido que convocar esta manifestación, pero tenemos a 8 consejeros y a 2 presidentes de entidades en prisión". La manifestación fue encabezada por los principales dirigentes separatistas, con una cabecera donde estaban los familiares de los detenidos y los exmiembros de la Generalidad catalana que estaban huidos en Bruselas. Los organizadores pidieron a los asistentes que llevaran un lazo amarillo. La organización del evento quería que fuera una jornada masiva, aunque reconocieron que no era lo mismo organizar una manifestación con 3 meses de preparación previa, que organizar una manifestación con 10 días de preparación. El objetivo de los organizadores del evento era llenar de manifestantes la calle Marina. Los organizadores movilizaron unos 1.000 autobuses, para que los manifestantes pudieran asistir a la concentración, desde toda la región catalana.

## Recorrido
La manifestación empezó a las 5 de la tarde en el cruce entre la calle Marina y la calle Pujades y bajó en dirección hacia el mar, hasta la avenida de Icaria, lugar donde se habilitó un escenario y donde tuvo lugar un discurso. El recorrido de la marcha, tuvo una longitud aproximada de unos 3,3 kilómetros. El recorrido de la marcha pasó cerca del Templo de la Sagrada Familia. Según datos de la Guardia Urbana de Barcelona, unas 750.000 personas asistieron a la manifestación.
Al llegar al final del recorrido, la cabecera de la marcha estaba encabezada por los familiares de los líderes separatistas catalanes y los familiares de algunos exmiembros de la Generalidad de Cataluña que estaban detenidos o que habían huido de la justicia, en aquel lugar se leyeron algunas cartas que fueron escritas por los encarcelados. Después se reprodujo un vídeo donde apareció el expresidente de la Generalidad catalana Carles Puigdemont y los otros 4 ex-consejeros de la Generalidad de Cataluña que habían huido de la justicia y estaban en Bruselas.
En la segunda cabecera de la manifestación, protagonizada por algunos políticos, participaron algunos miembros de ERC, el PDECat, la CUP, la formación política Cataluña en Comú y el Partido Nacionalista Vasco (PNV), el exsecretario general de Podemos en Cataluña, Albano Dante Fachin y la alcaldesa de Barcelona, Ada Colau, así como los concejales Jaume Asens y Gala Pin.